# Stubberup Sogn

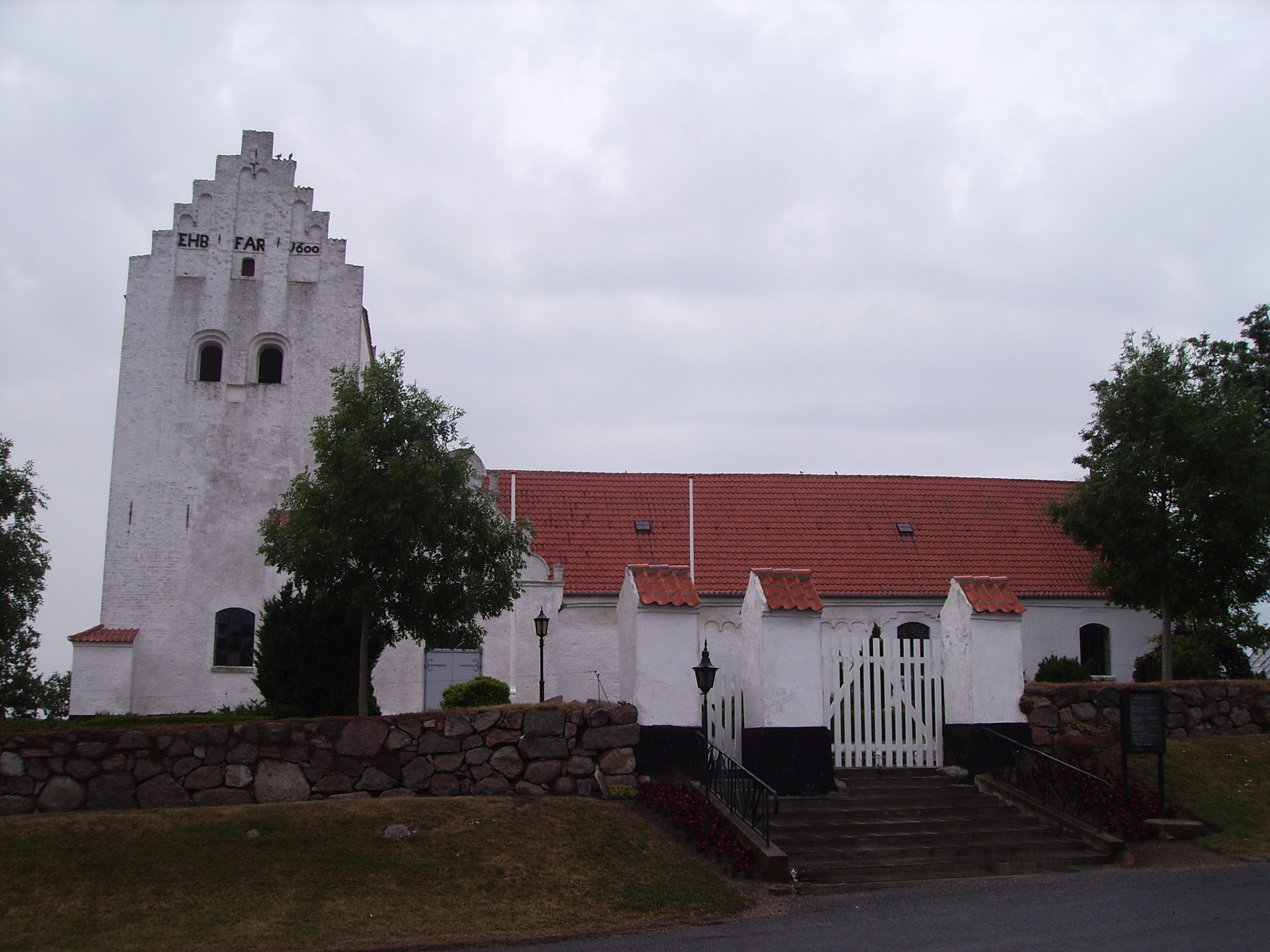
Stubberup Kirke

Stubberup Sogn ist eine Kirchspielsgemeinde (dän.: Sogn)
an der Spitze der Halbinsel Hindsholm im äußersten Nordosten der Insel Fyn (dt.: Fünen)
im südlichen Dänemark. Bis 1970 gehörte sie zur Harde Bjerge Herred im damaligen Odense Amt, danach zur Kerteminde Kommune im
Fyns Amt, die im Zuge der  Kommunalreform zum 1. Januar 2007 in der
„neuen“
Kerteminde Kommune in der Region Syddanmark aufgegangen ist.
Im Kirchspiel leben 420 Einwohner (Stand: 1. Januar 2023). Im Kirchspiel liegt die Kirche „Stubberup Kirke“.
Die einzigen Nachbargemeinden sind im Südosten Viby Sogn und im Süden Dalby Sogn.
Der Mårhøj, der Hestehøj, der Runddysse von Snave und die Ganggräber Brockdorff 1–3 liegen nördlich von Stubberup.

## Persönlichkeiten
- Peder Larsen Pedersen (1880–1966), Turner
- Olaf Pedersen (1884–1972), Turner